# Roger Roberts, Baron Roberts of Llandudno

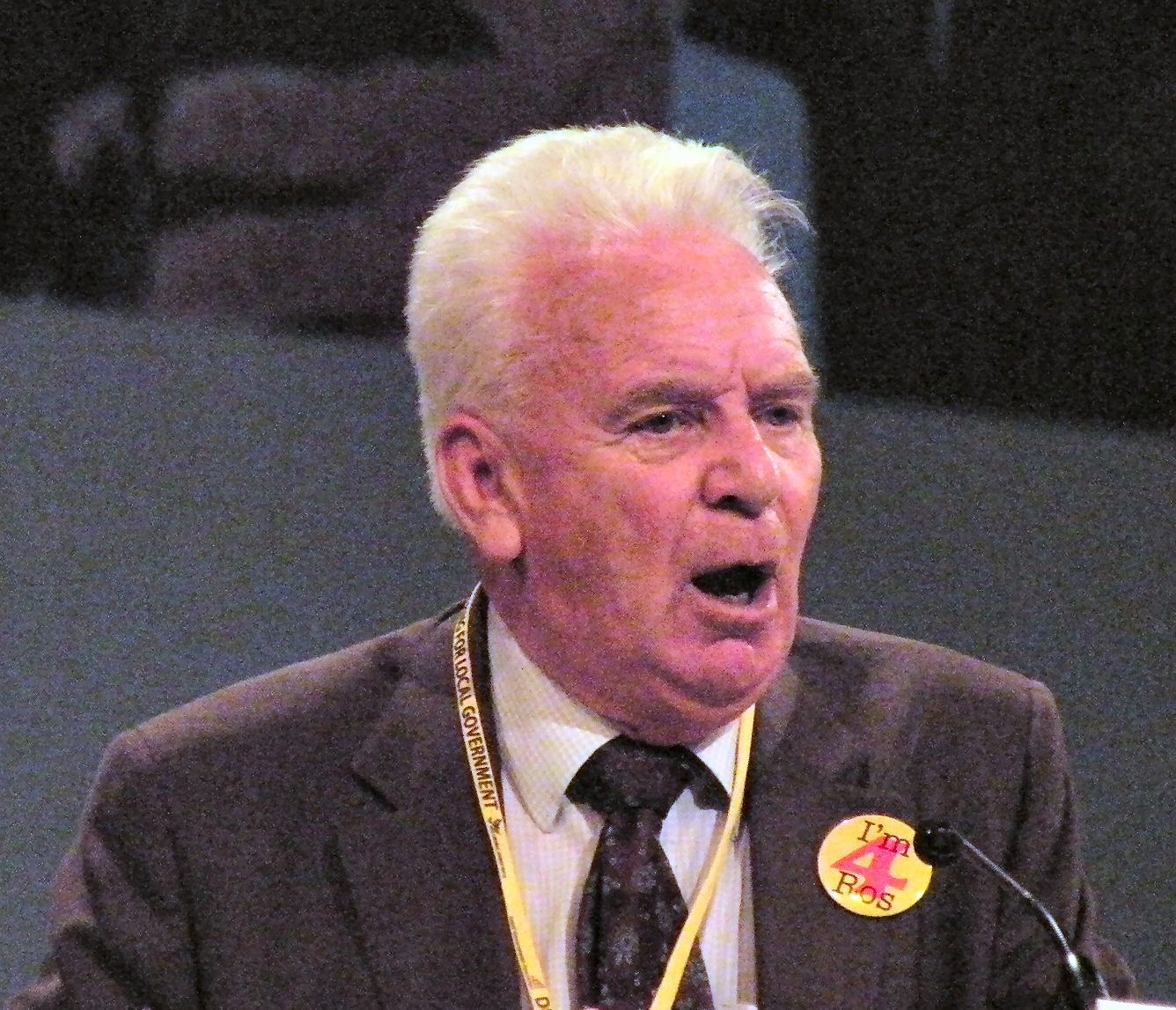
Roger Roberts (2008)

(John) Roger Roberts, Baron Roberts of Llandudno (* 23. Oktober 1935) ist ein walisischer liberaldemokratischer Politiker.
Roberts studierte am  University College of North Wales und der Handsworth Methodist College in Birmingham. 1957 wurde er methodistischer Pfarrer und war 20 Jahre lang Superintendent von Llandudno.
Roberts war viele Jahre lang Präsident der walisischen Liberal Party und dann der Liberal Democrats. Er war mehrere Jahre Ratsmitglied in der Distriktsversammlung von Aberconwy und war fünfmal Kandidat für den Parlamentssitz des Wahlkreises Conwy. Sein Sohn Gareth Roberts kandidierte 2005 für den gleichen Parlamentssitz.
Roberts wurde als Roberts of Llandudno, of Llandudno in the County of Gwynedd, zum Life Peer erhoben und sitzt seither für die Liberal Democrats im House of Lords.
Roberts ist Witwer und hat drei Kinder.